# Мотли, Джон Лотроп
Джон Лотроп Мотли (англ. John Lothrop Motley; 1814 — 1877) — американский историк, писатель и дипломат.

## Биография
Родился 15 апреля 1814 года в местечке Дорчестер, под Бостоном, штат Массачусетс, США.
Его дед — Томас Мотли, был масоном и сторонником Французской революции. Отец, также по имени Томас, и дядя Эдвард занимались торговлей в Портленде, получая товары из Ливерпуля, Англия. В 1802 году отец переехал в Бостон и работал в торговом доме India Wharf, позже создав с Эдвардом собственную фирму «Thomas and Edward Motley», где Томас был старшим партнёром. В Бостоне он женился на Энни Лотроп (англ. Anna Lothrop), дочери преподобного Джона Лотропа, уважаемого массачусетского священнослужителя. Будучи успешным торговцем, большую часть своего состояния Томас Мотли тратил на воспитание своих детей и в гражданских целях.
Джон обучался в школах Round Hill School и Boston Latin School, после чего окончил в 1831 году Гарвардский университет. В университете изучал немецкий язык и литературу, поэтому отправился в Германию, где продолжил своё образование в Гёттингенском университете в 1832—1833 годах. Здесь познакомился с Отто фон Бисмарком, будущим канцлером Германской империи, и они вместе изучали право в берлинском Университете имени Гумбольдта. В 1834 году Джон Мотли вернулся в Америку.
В 1837 году он женился на Мэри Бенджамин (англ. Mary Benjamin, умерла в 1874 году), сестре американского юриста и писателя Парка Бенджамина (англ. Park Benjamin, 1849—1922). В 1839 году Мотли анонимно опубликовал свой роман с названием «Morton’s Hope, or the Memoirs of a Provincial», где рассказал о своей жизни в Германии.
В 1841 году поступил на дипломатическую службу в качестве секретаря дипломатической миссии в Санкт-Петербурге, Российская империя, но оставил свою должность через три месяца из-за сурового климата и больших расходов на жизнь. Вернувшись в Америку, занялся литературной деятельностью. В 1849 году, снова анонимно, опубликовал свой второй роман «Merry Mount, a Romance of the Massachusetts Colony». В 1846 году Джон Мотли решил написать труд по истории Нидерландов, в частности о периоде Республики Соединённых провинций, для чего отправился с женой и детьми в 1851 году в Европу. Следующие пять лет были проведены в Дрездене, Брюсселе, Гааге в изучении архивов, в результате чего в 1856 году вышла его книга «The Rise of the Dutch Republic». Этот труд стал весьма востребованным, прошел через множество переизданий и был переведен на голландский, французский, немецкий и русский языки. В 1860 году вышли два тома продолжения — «The United Netherlands».
В 1861 году, сразу после начала Гражданской войны в США, Мотли написал два письма в The Times в защиту позиции федералов, которые были перепечатаны в виде памфлета «Causes of the Civil War in America» и произвели благоприятное впечатление на президента Линкольна. Отчасти благодаря этой работе Мотли был назначен в этом же году представителем Соединенных Штатов в Австрийской империи. Оставил эту должность в 1867 году и два года спустя был отправлен представлять свою страну в качестве посла в Соединенном Королевстве, но в ноябре 1870 года был отозван президентом Грантом. После этого Мотли ненадолго посетил Нидерланды и уехал жить в Англию, где издал в 1874 году в двух томах труд с длинным названием — «Life and Death of John Barneveld, Advocate of Holland : with a View of the Primary Causes and Movements of the Thirty Years War».
Наступившее нездоровье стало препятствием в его литературной деятельности, и он умер, оставив трех дочерей, 29 мая 1877 года в графстве Дорсет, Англия. Был похоронен на кладбище Кенсал-Грин в Лондоне.
В 1910 году Джон Лотроп Мотли был включен в Зал славы великих американцев, где ему установлен бюст работы Фридерика Макмонниса.